# Galaktofuranozilgalaktofuranozilramnozil-N-acetilglukozaminil-difosfo-dekaprenol beta-1,5/1,6-galaktofuranoziltransferaza
Galaktofuranozilgalaktofuranozilramnozil--acetilglukozaminil-difosfo-dekaprenol beta-1,5/1,6-galaktofuranoziltransferaza (EC 2.4.1.288, GlfT2) je enzim sa sistematskim imenom UDP-alfa--galaktofuranoza:beta-D-galaktofuranozil-(1->5)-beta--galaktofuranozil-(1->4)-alfa--ramnopiranozil-(1->3)--acetil-alfa--glukozaminil-difosfo-trans,oktacis-dekaprenol 4-beta/5-beta-D-galaktofuranoziltransferaza. Ovaj enzim katalizuje sledeću hemijsku reakciju
28 UDP-alfa--galaktofuranoza + beta-D-galaktofuranozil-(1->5)-beta--galaktofuranozil-(1->4)-alfa--ramnopiranozil-(1->3)--acetil-alfa--glukozaminil-difosfo-trans,oktacis-dekaprenol {\displaystyle \rightleftharpoons } 28 UDP + [beta--galaktofuranozil-(1->5)-beta--galaktofuranozil-(1->6)]14-beta-D-galaktofuranozil-(1->5)-beta--galaktofuranozil-(1->4)-alfa--ramnopiranozil-(1->3)--acetil-alfa--glukozaminil-difosfo-trans,oktacis-dekaprenol
Ovaj enzim je izolovan iz Mycobakterija tuberculosis. On dodaje približno dvadest osam galaktofuranozilnih ostataka sa naizmeničnim 1->5 i 1->6 vezama čime se formira galaktanski domen.

## Literatura
- Nicholas C. Price; Lewis Stevens (1999). Fundamentals of Enzymology: The Cell and Molecular Biology of Catalytic Proteins (Third изд.). USA: Oxford University Press. ISBN 019850229X.
- Eric J. Toone (2006). Advances in Enzymology and Related Areas of Molecular Biology, Protein Evolution (Volume 75 изд.). Wiley-Interscience. ISBN 0471205036.
- Branden C; Tooze J. Introduction to Protein Structure. New York, NY: Garland Publishing. ISBN 0-8153-2305-0.
- Irwin H. Segel. Enzyme Kinetics: Behavior and Analysis of Rapid Equilibrium and Steady-State Enzyme Systems (Book 44 изд.). Wiley Classics Library. ISBN 0471303097.
- William P. Jencks (1987). Catalysis in Chemistry and Enzymology. Dover Publications. ISBN 0486654605.

## Spoljašnje veze
- Galactofuranosylgalactofuranosylrhamnosyl-N-acetylglucosaminyl-diphospho-decaprenol+beta-1,5/1,6-galactofuranosyltransferase на 